# Resolució 1116 del Consell de Seguretat de les Nacions Unides
La Resolució 1116 del Consell de Seguretat de les Nacions Unides fou adoptada per unanimitat el 27 de juny de 1997. Després de recordar totes les resolucions sobre la situació a Libèria, en particular la Resolució 1100 (1997), el Consell va prorrogar el mandat de la Missió d'Observadors de les Nacions Unides a Libèria (UNOMIL) fins al 30 de setembre de 1997 amb l'expectativa que finalitzi en aquesta data.
El Consell va prendre nota de la decisió de la Comunitat Econòmica dels Estats de l'Àfrica Occidental (CEDEAO) per posposar la data de les eleccions generals fins al 19 de juliol de 1997. Va emfatitzar la importància de les eleccions en el procés de pau i que la UNOMIL tenia l'obligació de controlar i verificar el procés electoral d'acord amb la Resolució 866 (1993).
Es va demanar als partits liberians que implementessin els acords de pau assolits i que el poble liberià participés pacíficament en el procés electoral. Al mateix temps, es va donar la benvinguda a l'assistència de la comunitat internacional i es va emfatitzar la necessitat de la col·laboració entre les Nacions Unides, l'ECOWAS, la Comissió Nacional Electoral de Libèria i la comunitat internacional amb assistència coordinada per a les eleccions.
D'altra banda, es va subratllar l'estricte compliment de l'embargament d'armes imposat en la Resolució 788 (1992) contra Libèria per tots els països, informant-ne de les violacions a la Comissió creada per la Resolució 985 (1995). El secretari general, Kofi Annan va rebre instruccions d'informar al Consell sobre les eleccions i la situació al país abans del 29 d'agost de 1997. Va ser l'última resolució del Consell de Seguretat sobre la Primera Guerra Civil liberiana.